# De Havilland Canada DHC-4 Caribou

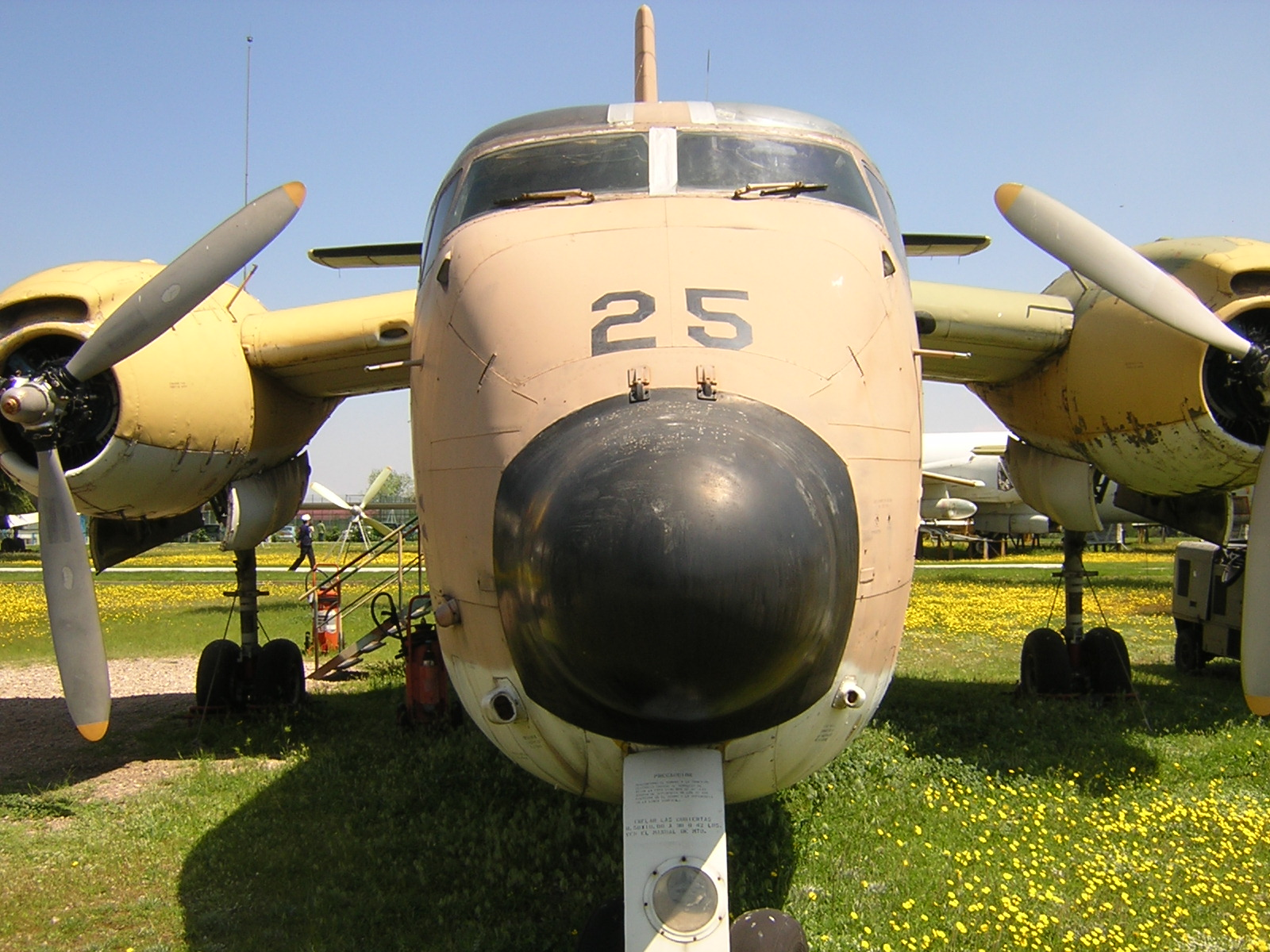
Een DHC-4 Caribou in Museo del Aire in Madrid

De DHC-4 Caribou is een tweemotorig hoogdekkervliegtuig van De Havilland Canada (DHC) dat in juli 1958 de eerste vlucht maakte. Het vliegtuig kan zo’n 30 passagiers vervoeren en heeft slechts een korte startbaan nodig. Het was tien jaar in productie en het laatste toestel verliet in 1968 de fabriek. Er zijn 307 exemplaren van gemaakt.

## Ontwerp
Medio jaren vijftig begon DHC met het ontwerp, het werd een groter vliegtuig dan de DHC-2 Beaver en DHC-3 Otter. Het was ook het eerste toestel van deze fabrikant met twee motoren. Met een testtoestel werd de eerste vlucht gemaakt op 30 juli 1958. De Amerikaanse certificering werd op 23 december 1960 toegekend.

## Inzet
De Caribou werd met name ingezet bij het leger als tactisch transportmiddel. Het Amerikaanse leger plaatste in 1959 een bestelling voor 173 stuks. Deze werden vanaf 1961 geleverd onder de aanduiding AC-1 en een jaar later werd deze gewijzigd in CV-2 Caribou. Andere landen die het toestel kochten waren Australië, Spanje, India en Canada.
Het vliegtuig was vooral geschikt voor bushoperaties vanaf onvoorbereide vliegvelden. Het had een korte start- en landingsbaan nodig van slechts 365 meter. Het vliegtuig kon 32 soldaten meenemen, of zo’n vier ton aan vracht of twee lichte voertuigen. De achterste laadklep kon ook worden gebruikt door parachutespringers.
Het vliegtuig werd gebruikt tijdens de Vietnamoorlog, waar grotere vrachtvliegtuigen zoals de Fairchild C-123 en de Lockheed C-130 Hercules niet ingezet konden worden. Het Amerikaanse leger nam het toestel in 1985 uit dienst. Het laatste toestel in militaire dienst werd pas in 2009 uit dienst gesteld. Na hun inzet bij het leger werden ze verkocht aan kleine luchttransportbedrijven.